# Орфю (озеро)
Орфю (угор. Orfűi-tó) — штучне озеро неподалік від села Орфю, медьє Бараня, Угорщина. Гірська гряда Мечек відокремлює озеро від міста Печ. Місто Печ знаходиться на північному заході, приблизно за 10 км від озера. Озеро як таке складається з трьох озер: Орфю, Печ та озера Германа Отто. Поповнюється озеро за рахунок гірського джерела (угор. Vízfő) і карстових підземних (ґрунтових) вод.
Проект озера з'явився ще 1960 року. Проект передбачав розвиток і використання карстового озера, створення зон відпочинку. Створення першого озера було завершено 1962 року. Біля озера відкритий тематичний музей, що розповідає про природу краю.
Озеро використовується для риболовлі, сімейного відпочинку, купання і катання на човнах. Крім рекреаційних цілей, озеро призначене для боротьби з повенями, як меліорація та водовідведення. Біля озера відкритий музей, що розповідає про місцеву природу, ландшафт, лісову фауну та фауну озера.

## Панорама

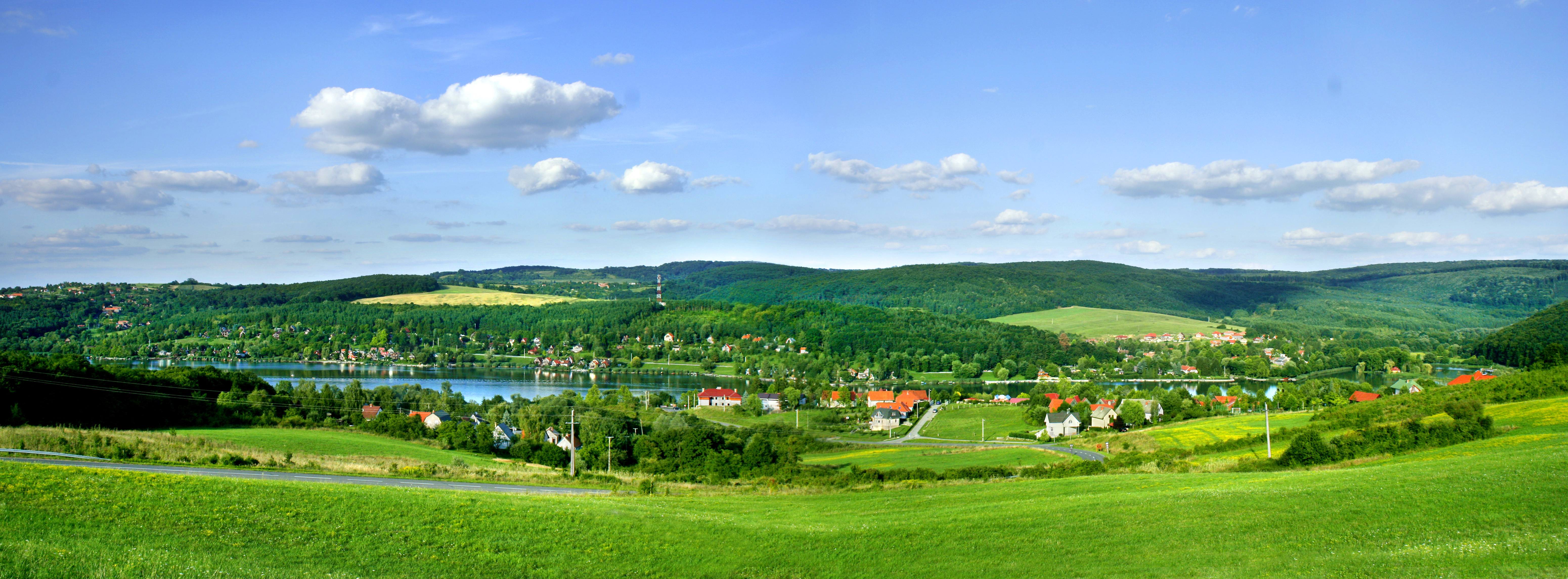
Вид на озеро

| Угорщина | Це незавершена стаття з географії Угорщини. Ви можете допомогти проєкту, виправивши або дописавши її. |

| Озеро | Це незавершена стаття про водосховище . Ви можете допомогти проєкту, виправивши або дописавши її. |